# Olivier de Lajarte
Olivier Dufaure de Lajarte (1973-) est un peintre français

## Biographie
Diplômé de l'École supérieure d'arts graphiques Penninghen, il y enseigne par la suite le dessin et le croquis.
Exposant en France et à l'étranger (Danemark, etc), il réalise des œuvres notamment pour la mairie de Neuilly-sur-Seine et la Garde républicaine, dont l'une a été offerte à la reine Élisabeth II, en janvier 2007, lors de sa visite d'État en France.
Il collabore comme illustrateur notamment à Folio Junior, Cols bleus, Århus Stiftstidende', ou bien avec Jean-Jacques Annaud.
Il est plusieurs fois lauréat du Salon de la Marine (médaille de bronze en 2001 et en 2007, médaille d’argent en 2009).
Il devient Peintre officiel de la Marine en 2010.